# Anthostomella tomicoides
Anthostomella tomicoides är en svampart som beskrevs av Sacc. 1875. Anthostomella tomicoides ingår i släktet Anthostomella och familjen kolkärnsvampar.   Inga underarter finns listade i Catalogue of Life.